# Pamplin City
Pamplin City – miasto w Stanach Zjednoczonych, w stanie Wirginia, w hrabstwie Appomattox.